# Geisha

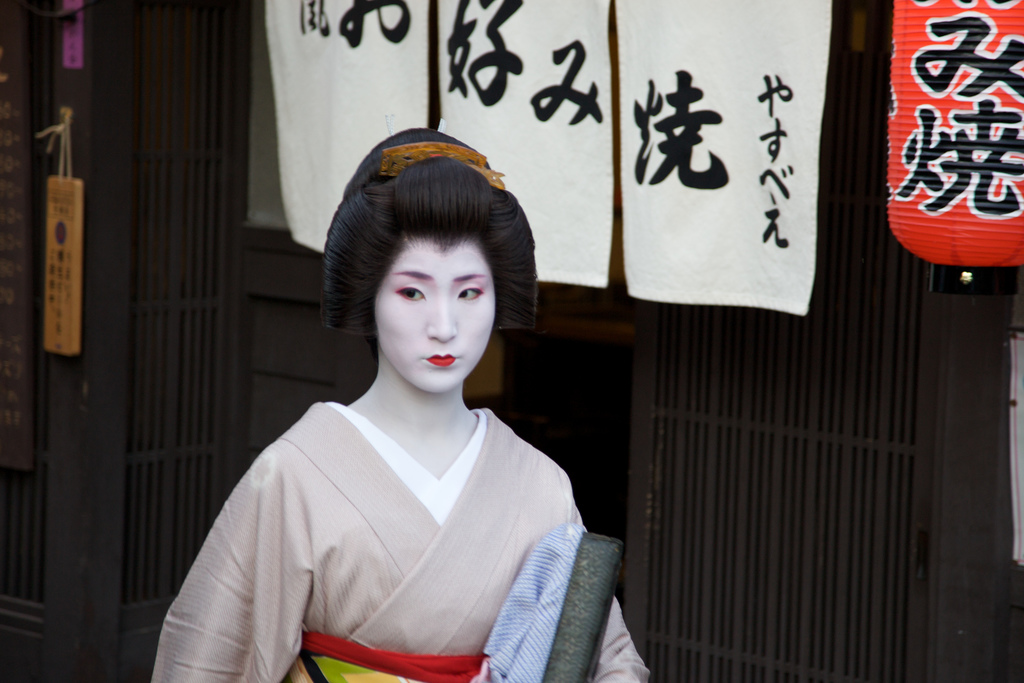
La geisha Hisano (久乃) del distretto di Pontochō

La geisha (pron. [ˈɡɛiʃʃa], plurale geisha; in giapponese 芸者 (?)) o gheiscia, raramente gheisa, è una tradizionale artista e intrattenitrice giapponese, le cui abilità includono varie arti, quali la musica, il canto e la danza. Molto comuni tra il XVIII e il XIX secolo, esistono ancora nel XXI secolo, benché il loro numero stia man mano diminuendo.

## Storia
Le prime figure presenti nella storia del Giappone che potremmo in qualche modo paragonare alle geisha sono le cosiddette saburuko: esse erano cortigiane specializzate nell'intrattenimento delle classi nobili, che ebbero il loro apice attorno al VII secolo per poi scomparire pochi secoli più tardi, soppiantate dalle juuyo, ossia prostitute di alto bordo, che ebbero più successo tra gli aristocratici.
Per cominciare però a parlare di una figura simile all'odierna "donna d'arte" dobbiamo aspettare fino al 1600, quando alle feste importanti, dove erano chiamate le juuyo, presero a partecipare le prime geisha: in principio erano uomini. Queste figure maschili avevano il compito di intrattenere con danze, balli e battute di spirito gli ospiti e le juuyo partecipanti, qualcosa di simile ai nostri giullari e buffoni medioevali. Col passare degli anni, circa attorno alla metà del secolo successivo, cominciarono a comparire le prime donne geisha, che presero rapidamente piede, contrapponendo alle rudi figure degli uomini la grazia della figura e dei movimenti femminili. Le donne geisha furono così tanto richieste che in pochi anni soppiantarono i loro antenati uomini, acquistando l'esclusiva su questa professione.
Quando nel 1617, durante il periodo Edo, Tokugawa Hidetada, secondo shōgun dello shogunato Tokugawa, rese la prostituzione legale in tutto il Giappone, bordelli e case di piacere si moltiplicarono a dismisura nelle città; poiché in questi anni la professione della geisha era in via di assestamento, spesso questa figura e quella della prostituta si confusero. Infatti, anche se alle geisha fu subito proibito di acquistare la licenza di prostituzione, il controllo non era molto stretto. Fu solo nel XIX secolo, quando ormai le geisha avevano completamente soppiantato le juuyo, che si cominciarono a emanare leggi più precise in tale proposito; in tutte le principali città del Giappone (Kyōto e Tokyo in particolare) furono approntati dei quartieri, detti hanamachi (花街? lett. "città dei fiori"), perché vi potessero sorgere le case da tè (ochaya) e gli okiya (le case delle geisha), ben distinti dai bordelli, dove le geisha avrebbero potuto svolgere la loro professione, distinguendola definitivamente da quella delle prostitute. I primi hanamachi furono quelli di Kyoto, capitale imperiale, che avevano nome Yoshiwara e Shimabara.

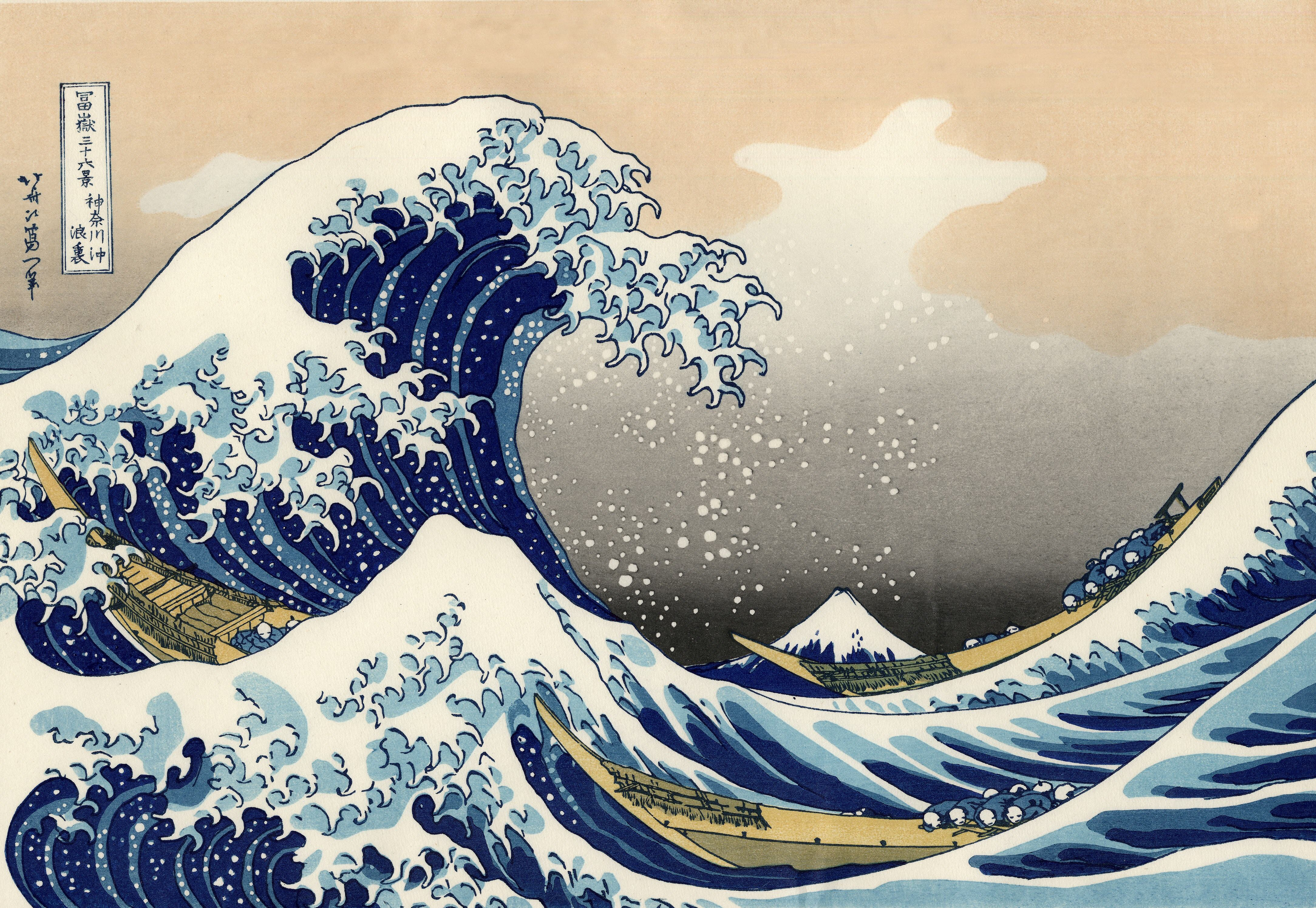
Katsushika Hokusai, La grande onda di Kanagawa, 1826

Nel frattempo, in Europa e nel mondo occidentale, il Giappone stava cominciando a fare la sua comparsa nella cultura popolare. Il fenomeno denominato giapponismo alla fine dell'Ottocento dilagò in tutto il continente, poiché le navi mercantili inglesi si trovarono improvvisamente davanti a un porto nuovo, che fino ad allora era stato chiuso ai loro commerci: il Giappone, che tra il 1866 e il 1869, con un radicale cambiamento politico, pose fine al lungo periodo di isolamento che aveva caratterizzato la sua politica estera fino a quel momento, aprendosi alle importazioni occidentali ed esportando in Occidente molte stampe ukiyo-e, che furono immediatamente molto conosciute.
Artisti come Manet, Van Gogh, Klimt e tutto il movimento impressionista furono profondamente influenzati da queste stampe che, sebbene fossero eseguite da artisti contemporanei, si rifacevano a tradizioni pittoriche antichissime, le quali non si curavano tanto dei volumi e delle prospettive quanto del colore. Il tratto semplice e netto, privo di chiaroscuro, e la stesura omogenea dei colori, sempre smaglianti e chiari, furono aspetti che piacquero molto all'epoca, poiché rendevano queste stampe (spesso applicate su tavole lignee) estremamente decorative. Il soggetto nipponico cominciò spesso a essere rappresentato anche da artisti europei, come Claude Monet, che dipinse la moglie con il kimono e il ventaglio, o lo stesso Van Gogh, che nel 1887 dipinse La cortigiana, il ritratto di una donna nei tipici costumi nipponici.

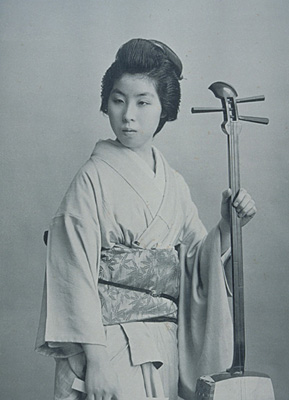
Una geisha nel 1902

Il Giappone aveva cominciato a influenzare un po' tutti gli aspetti della vita quotidiana europea (furono rappresentate opere musicali sul tema, come The Mikado e la Madama Butterfly di Puccini, e all'inizio del Novecento si affermò la moda dei kimono, indossati dalle signore bene di tutta Europa), ma la sua cultura, come spesso accade, fu travisata, in particolare la figura della geisha. Ella, agli occhi degli occidentali, divenne una donna sensuale e provocante, un'artista del sesso, che rifletteva quella rivolta contro il puritanesimo vittoriano che in quegli anni cominciava a svilupparsi maggiormente.
Lo spirito con cui i soldati statunitensi sbarcarono sulle coste giapponesi nella seconda guerra mondiale rifletté subito questa idea distorta che gli occidentali avevano delle geisha. Costoro si aspettavano infatti prostitute di classe, donne completamente asservite all'uomo e desiderose di compiacerlo. Questa immagine che si erano portati dietro non corrispondeva però alla realtà, dove le geisha rappresentavano invece gli unici esempi nella civiltà giapponese di donne emancipate e "libere", tutto il contrario di come erano state dipinte.
Nonostante ciò il mito della geisha prostituta, sottomessa e servile, non terminò affatto con la fine del conflitto. Contribuì il fatto che, per compiacere i soldati, gli alti ranghi delle forze armate assunsero un vero e proprio esercito (più di 60.000 secondo lo storico orientalista John W. Dower) di prostitute, chiamate geisha girls, che contribuirono sia a intrattenere gli uomini, sia a banalizzare ancora di più la figura della geisha vera e propria. Difatti, dopo la vittoria americana, si cominciò a sviluppare nella neonata Hollywood un filone cinematografico molto prolifico, teso a ridisegnare ancora una volta la figura di queste donne, stavolta come arma anti-femminista.
Solo di recente, complice l'editoria, con la pubblicazione di molti volumi e romanzi sull'argomento (sicuramente importante il celebre Geisha Of Gion di Mineko Iwasaki, trad. it. Storia proibita di una geisha), e la cinematografia, si sta riscoprendo la vera storia di queste donne.

## Descrizione

### Introduzione
"Geisha", pronunciato /ˈɡeːɕa/, è un termine giapponese (come tutti i nomi di questa lingua, non presenta distinzioni tra la forma singolare e quella plurale) composto da due kanji, 芸 (?) (gei) che significa "arte" e 者 (?) (sha) che vuol dire "persona"; la traduzione letterale del termine geisha in italiano potrebbe essere "artista" o "persona d'arte".

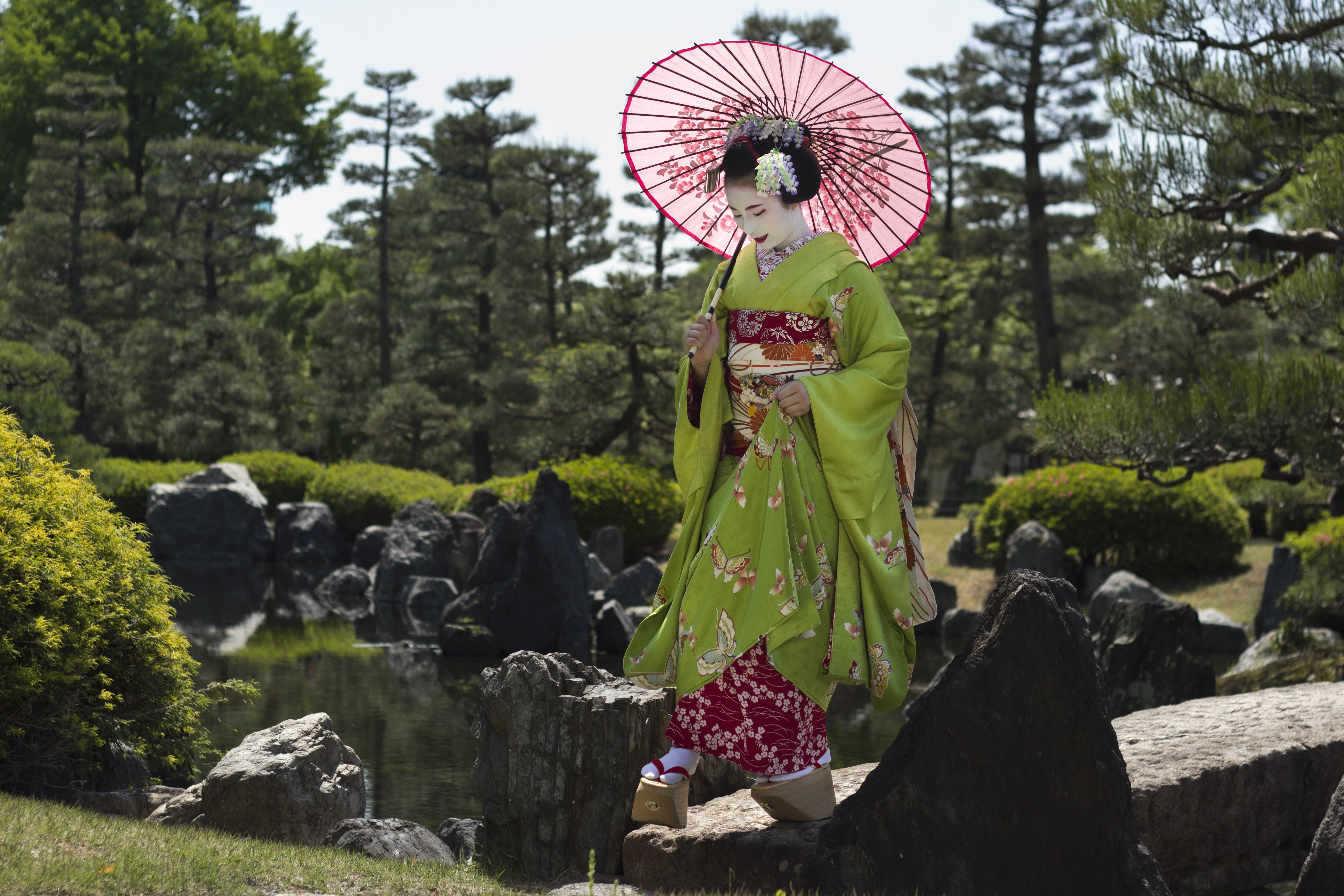
La maiko Fukunae (ふく苗) appartenente all'okiya Shigemori, nel distretto di Miyagawa-cho

L'apprendista geisha è chiamata maiko (舞妓?); la parola è composta anche in questo caso da due kanji, 舞 (?) (mai), che significano "danzante", e 子 (?) o 妓? (ko), col significato di "fanciulla". È la maiko che, con le sue complicate pettinature, il trucco elaborato e gli sgargianti kimono, è diventata, più che la geisha vera e propria, lo stereotipo che in Occidente si ha di queste donne. Nel distretto di Kyoto il significato della parola "maiko" viene spesso allargato a indicare le geisha in generale.
Un altro termine usato in Giappone per indicare le maiko è geiko (芸妓?), il quale indica le maiko di Gion. Inoltre la parola "geiko" è utilizzata nella regione del Kansai per distinguere le geisha di antica tradizione dalle onsen geisha (le "geisha delle terme", assimilate dai giapponesi alle prostitute perché si esibiscono in alberghi o comunque di fronte a un vasto pubblico; vedi più sotto).

### Le geisha ieri: l'educazione
Tradizionalmente le geisha cominciavano il loro apprendimento in tenerissima età. Anche se alcune bambine venivano e vengono ancora vendute da piccole alle case di geisha ("okiya"), questa non è mai stata una pratica comune in quasi nessun distretto del Giappone. Spesso intraprendevano questa professione in maggior numero le figlie delle geisha, o comunque ragazze che lo sceglievano liberamente.

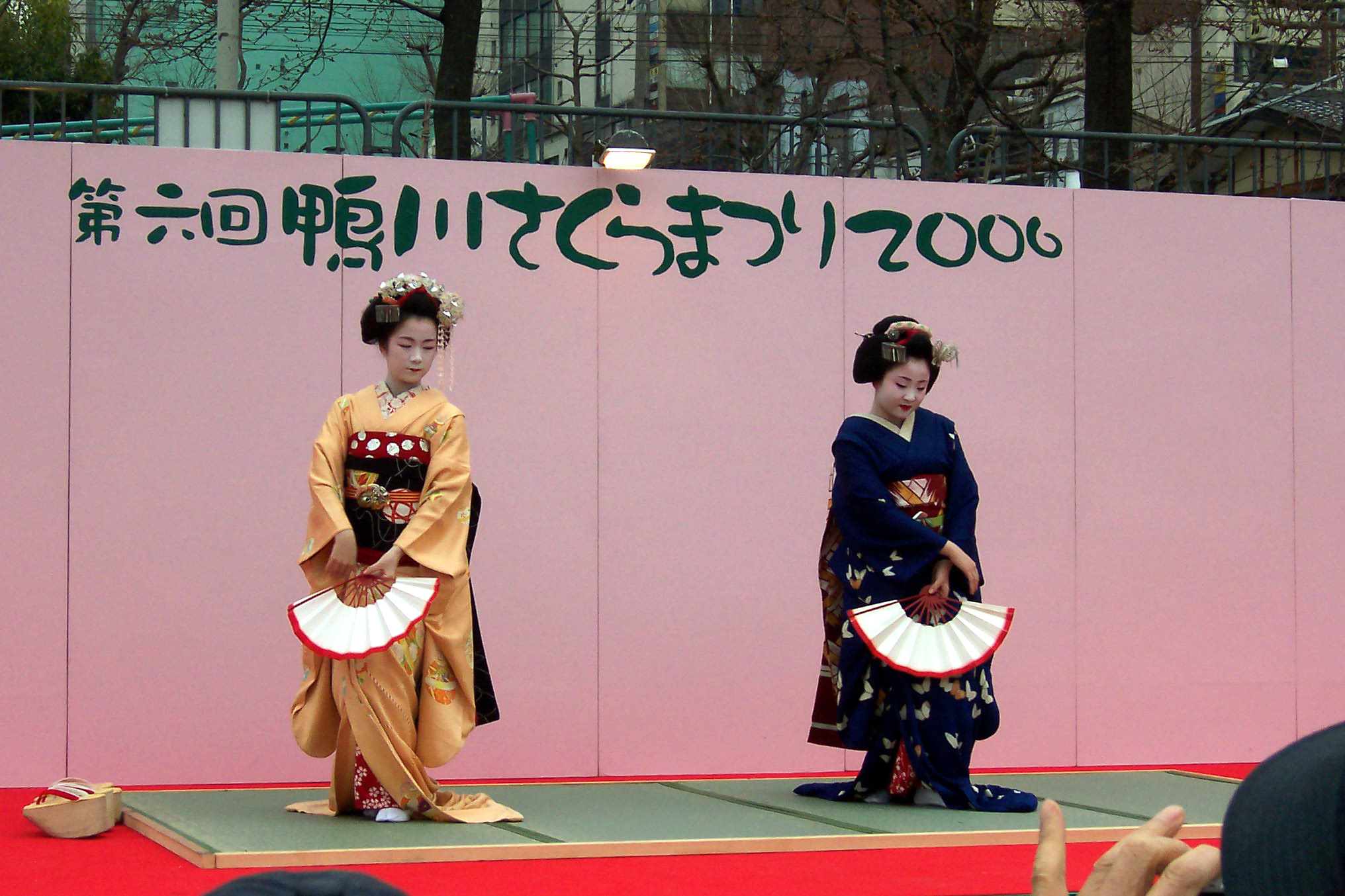
Due maiko che danzano con il ventaglio a Kamogawa, nella prefettura di Chiba

Le okiya erano rigidamente strutturate; le fanciulle dovevano attraversare varie fasi, prima di diventare maiko e poi geisha vere e proprie, tutto questo sotto la supervisione della "okaa-san" (in giapponese: "mamma"), la proprietaria della casa di geisha.
Le ragazze nella prima fase di apprendimento, ossia non appena arrivano nell'okiya, erano chiamate "shikomi" e venivano subito messe al lavoro come domestiche. Il duro lavoro al quale erano sottoposte era pensato per forgiarne il carattere; alla più piccola shikomi della casa spettava il compito di aspettare che tutte le geisha fossero tornate, alla sera, dai loro appuntamenti, talvolta attendendo persino le due o le tre di notte. Durante questo periodo di apprendistato la shikomi poteva cominciare, se la okaa-san lo riteneva opportuno, a frequentare le classi della scuola per geisha dell'hanamachi. Qui l'apprendista iniziava a imparare le abilità di cui, diventata geisha, sarebbe dovuta essere maestra: suonare lo shamisen, lo shakuhachi (un flauto di bambù) o le percussioni, cantare le canzoni tipiche, eseguire la danza tradizionale, l'adeguata maniera di servire il tè e le bevande alcoliche, ad esempio il sakè, come creare composizioni floreali e la calligrafia, oltre che imparare nozioni di poesia e di letteratura e intrattenere i clienti nei ryōtei. Particolare attenzione era inoltre dedicata all'apprendimento del kyō-kotoba (京言葉?), il dialetto di Kyoto, particolarmente apprezzato da coloro che frequentavano queste figure.
Una volta che la ragazza era diventata abbastanza competente nelle arti delle geisha e aveva superato un esame finale di danza, poteva essere promossa al secondo grado dell'apprendistato: "minarai". Le minarai erano sollevate dai loro incarichi domestici, poiché questo stadio di apprendimento era fondato sull'esperienza diretta. Costoro per la prima volta, aiutate dalle sorelle più anziane, imparavano le complesse tradizioni che comprendono la scelta e il metodo di indossare il kimono, oltre che l'intrattenimento dei clienti. Le minarai assistevano quindi agli ozashiki (banchetti nei quali le geisha intrattenevano gli ospiti), senza però partecipare attivamente; infatti i loro kimono, ancora più elaborati di quelle delle maiko, parlavano per loro. Le minarai potevano essere invitate alle feste, ma spesso vi partecipavano come ospiti non invitate, anche se gradite, nelle occasioni nelle quali la loro "onee-san" (onee-san significa "sorella maggiore" ed è l'istruttrice delle minarai) era chiamata. Abilità come la conversazione e il giocare non venivano insegnate a scuola, ma erano apprese dalle minarai in questo periodo, attraverso la pratica. Solitamente questo stadio durava all'incirca un mese.
Dopo un breve periodo di tempo cominciava per l'apprendista il terzo (e più famoso) periodo di apprendimento, chiamato "maiko". Una maiko è un'apprendista geisha, che impara dalla sua onee-san seguendola in tutti i suoi impegni. Il rapporto tra onee-san e imoto-san (che vuol dire "sorella minore") era estremamente stretto: l'insegnamento della onee-san era infatti molto importante per il futuro lavoro dell'apprendista, poiché la maiko doveva apprendere abilità rilevanti, come l'arte della conversazione, che a scuola non le erano state insegnate. Arrivate a questo punto le geisha solitamente cambiavano il proprio nome con un "nome d'arte" e la onee-san spesso aiutava la sua maiko a sceglierne uno che, secondo la tradizione, deve contenere la parte iniziale del suo nome e che, secondo lei, si sarebbe adattato alla protetta.
La lunghezza del periodo di apprendistato delle maiko poteva durare fino a cinque anni, dopo i quali la maiko veniva promossa al grado di geisha, grado che manteneva fino al suo ritiro. Sotto questa veste la geisha poteva cominciare a ripagare il debito che fino ad allora aveva contratto con l'okiya; l'addestramento per diventare geisha era infatti molto oneroso e la casa si accollava le spese delle sue ragazze a patto che queste, lavorando, ripagassero il loro debito. Queste somme erano spesso molto ingenti e a volte le geisha non riuscivano mai a ripagare gli okiya.

### Le geisha nel ventunesimo secolo

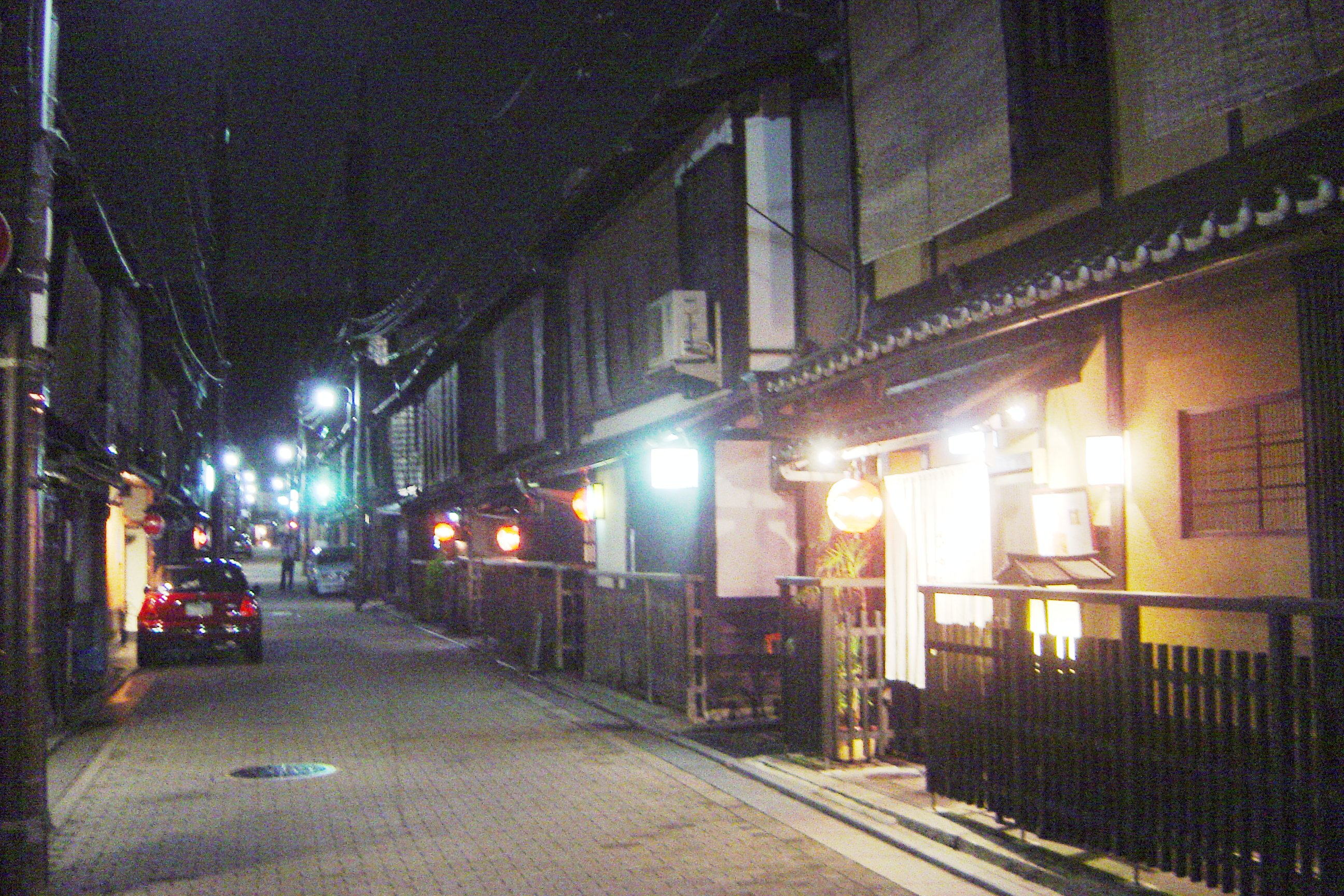
Una via dell'hanamachi di Gion, a Kyoto

Il rituale di formazione ed educazione della geisha nel ventunesimo secolo non è molto diverso da quello di cento anni fa. Le discipline nelle quali ogni geisha si deve specializzare sono le medesime e la serietà con cui vengono offerte è sancita dal kenban (検番?), una sorta di albo professionale che obbliga coloro che vi sono iscritte al rispetto di regole morali ed estetiche molto severe, dall'abbigliamento, al trucco e allo stile di vita.
Il loro salario è fissato da organi statali appositamente adibiti; a costoro la geisha deve far sapere a quali incontri ha partecipato e per quanto tempo, perché essa possa ricevere lo stipendio in base al numero di clienti e al tempo, nonché perché l'ufficio possa mandare il conto al cliente. In questo modo le geisha non sono più legate economicamente all'okiya, che per legge non può più far contrarre dei debiti alle sue geisha. Il tempo che viene loro pagato è misurato in base a quanti bastoncini di incenso bruciano durante la loro presenza ed è chiamato senkōdai (線香代? lett. "compenso del bastoncino d'incenso") o gyokudai (玉代? lett. "compenso del gioiello"). A Kyoto si preferiscono i termini ohana (お花? lett. "compenso del fiore") e hanadai (花代? con lo stesso significato).
Come si è detto precedentemente, le geisha stanno man mano scomparendo. La ragione principale del successo delle geisha in passato va trovata nell'antica posizione sociale della donna, soprattutto nel periodo Kamakura; essa doveva infatti rimanere confinata in casa e riceveva un'educazione molto approssimativa, che spesso non permetteva loro di conversare e di interessare adeguatamente i propri uomini. La geisha perciò compensava una figura femminile poco attraente, assolutamente sottomessa all'uomo e totalmente priva di una propria personalità, fornendo all'uomo quell'interesse che egli non riusciva a trovare tra le mura della propria abitazione. Proprio la mutata condizione sociale della donna dei giorni nostri è una delle ragioni che hanno portato alla lenta scomparsa della figura della geisha. Le ragazze iscritte sono in numero sempre minore, poiché il duro tirocinio necessario non è più fattibile rispetto ai tempi odierni.

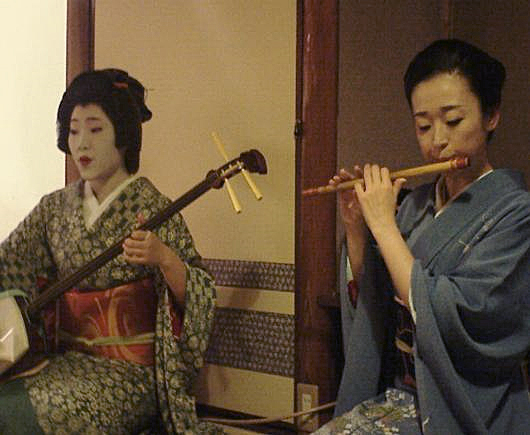
Due geisha durante un ozashiki

Ancora nel nuovo secolo le geisha esistono, sebbene in minor numero. Le comunità che resistono sono principalmente quella di Tokyo e quella di Kyoto, la più importante. In quest'ultima esistono cinque hanamachi, i più famosi e importanti dei quali sono quelli di Gion (diviso in Gion Kobu e Gion Higashi) e di Pontochō (gli altri due sono Miyagawachō e Kamishichiken), mentre Tokyo ne conta sette, anche se di minore importanza: Fukagawa, Shimbashi, Akasaka, Asakusa, Yoshicho, Kagurazaka e Hachiōji. Le geisha di Kyoto vivono ancora nei tradizionali okiya e persistono figure come l'oka-asan, mentre fuori da questa città sempre più spesso queste decidono di vivere indipendentemente, in appartamenti nell'hanamachi o nei suoi pressi.
Le giovani donne che desiderano diventare geisha cominciano il loro addestramento sempre più tardi, dopo aver terminato un primo piano di studi nelle scuole statali (all'età di 15 anni), o persino l'università. Questo accade specialmente nelle città più popolate e aperte alla cultura occidentale, come Tokyo, dove le geisha sono in media più anziane rispetto a quelle di altre città.
Nel moderno Giappone è raro vedere geisha e maiko all'esterno del loro hanamachi. Nel 1920 c'erano più di 80.000 geisha in tutto il Giappone, ma ora sono molte meno; il numero esatto non è noto se non alle geisha stesse (che sono molto protettive nei confronti del mistero che, anche nello stesso Giappone, aleggia attorno alla loro figura), ma si stima non siano più di un paio di migliaia e molte di loro sono ormai quasi solamente un'attrazione turistica. La diminuzione dei clienti, con l'avvento della cultura occidentale e la grande spesa che occorre sostenere per ottenere l'intrattenimento di una geisha, hanno contribuito al declino delle antiche arti e tradizioni, che sono difficili da trovare.

## Geisha e prostituzione

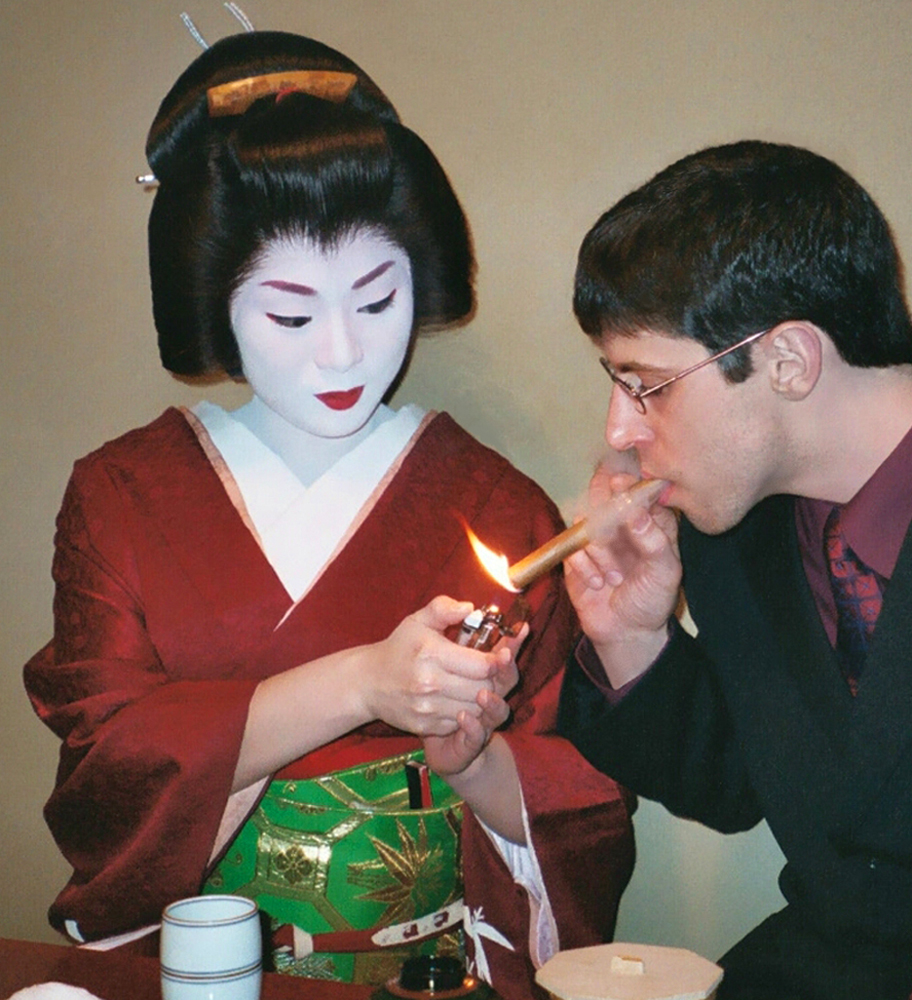
Una geisha con un ospite

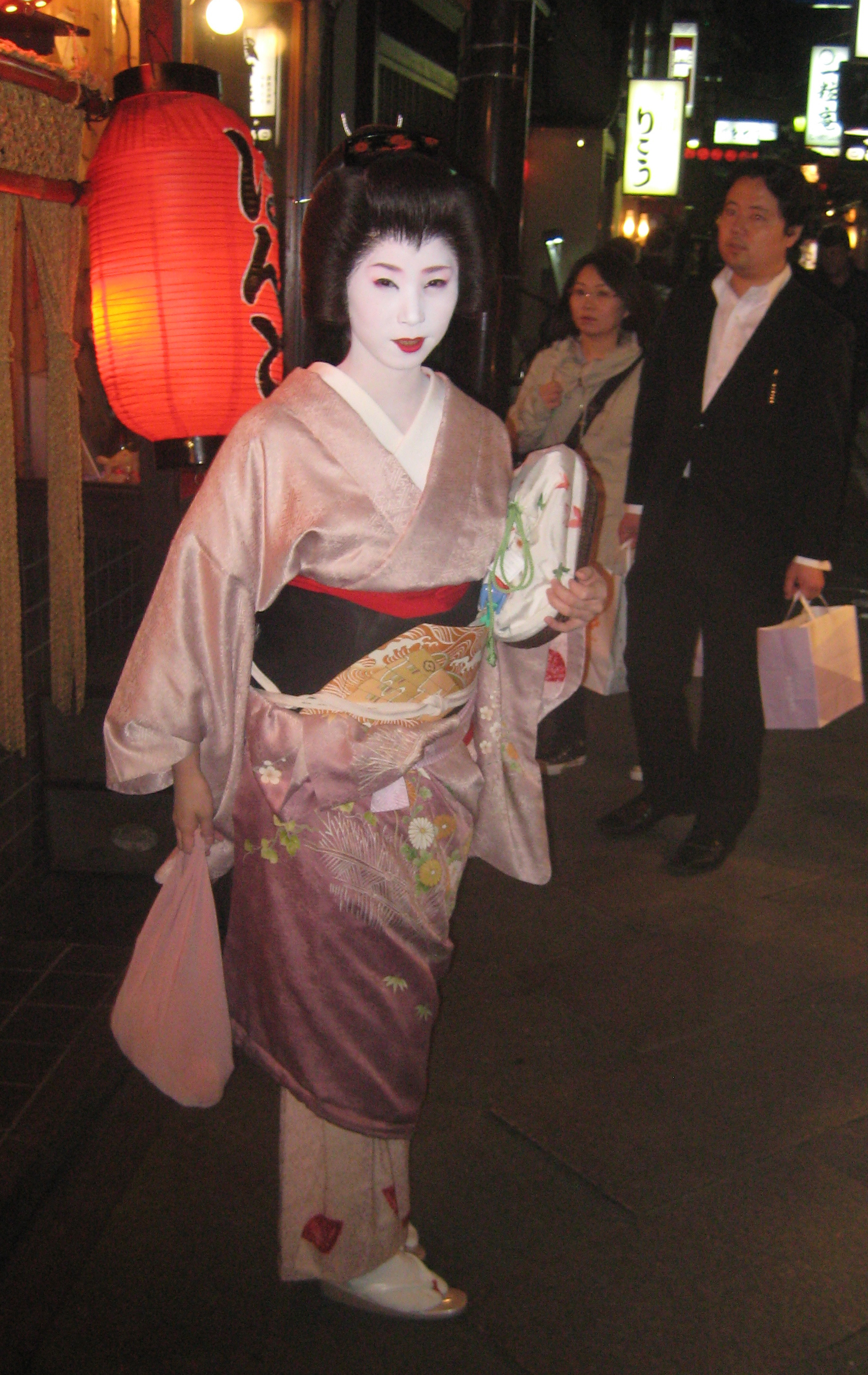
Una geisha a Kyoto

Come già accennato in precedenza, esiste molta confusione, specialmente fuori dal Giappone, riguardo alla natura della professione della geisha; nella cultura popolare occidentale le geisha sono frequentemente scambiate con prostitute di lusso. L'equivoco, che ha cominciato a diffondersi dal periodo dell'occupazione americana del Giappone, nella cultura cinese è, se possibile, ancor più marcato; in cinese la parola geisha è tradotta con il termine yì jì (艺妓), dove jì (妓) ha il significato proprio di "prostituta".
Le geisha sono state spesso confuse con le cortigiane di lusso, chiamate oiran. Come le geisha queste portano elaborate acconciature e tingono il viso di bianco; ma un semplice modo per distinguerle è che le oiran portano l'obi (la cintura a fiocco legata in vita nel kimono) sul davanti, mentre le geisha lo portano a contatto con la schiena. La differenza è probabilmente dovuta al fatto che per le prime, dovendosi svestire spesso, l'obi risulterebbe in una posizione meno difficoltosa da rifare una volta finita la prestazione.
Un tipo particolare di geisha è costituito dalle cosiddette onsen geisha, "geisha delle terme". Costoro sono geisha che lavorano negli onsen, ossia gli stabilimenti termali del Giappone, oppure più genericamente nei villaggi e nei luoghi turistici; sono viste molto male dai giapponesi, che le considerano quasi alla stregua delle prostitute poiché, lavorando per i grandi alberghi, si esibiscono in danze e canti per un vasto pubblico, invece che per la ristretta cerchia di intenditori, come fa una geisha vera e propria, e ovviamente non sono iscritte al kenban.

### Relazioni interpersonali edanna
Le geisha sono donne nubili e possono decidere di sposarsi solo ritirandosi dalla professione. Se gli impegni di una geisha possono includere anche intrattenimenti di tipo amoroso, questo non è previsto nella sua professione. Una vera geisha non viene pagata per rapporti sessuali, anche se può scegliere di avere relazioni con uomini incontrati durante il suo lavoro, sebbene mantenute al di fuori del contesto della sua professione come geisha.
Era uso nel passato che una geisha, per stabilirsi, prendesse un danna o patrono. Tradizionalmente il danna era un uomo ricco, talvolta sposato, che aveva i mezzi per sostenere le enormi spese di cui il lavoro di geisha abbisognava; la tradizione del danna è viva in Giappone, ma solo qualche geisha ne sceglie uno.
Anche se succedeva spesso che una geisha e il suo danna si innamorassero, il sesso non era richiesto come pagamento per il supporto finanziario che il danna elargiva. Le convenzioni e i valori che si celavano dietro questo particolare rapporto sono molto intricate, sconosciute e incomprensibili agli occidentali, come a molti giapponesi stessi.

## Le geisha nell'arte

### Opera lirica
- Madama Butterfly, di Giacomo Puccini (1904)

### Cinema

#### Documentari
- Japanese Dancing Girls, cortometraggio della britannica Hepworth (1904)
- Japanese Geisha Girls, cortometraggio della britannica Hepworth (1904)

#### Film
- Yoshiwara, il quartiere delle geishe, film di Max Ophüls (1937)
- La musica di Gion, film di Kenji Mizoguchi (1953)
- La strada della vergogna, film di Kenji Mizoguchi (1956)
- Il barbaro e la geisha , film del (1958) diretto da John Huston e interpretato da John Wayne
- La mia geisha, film di Jack Cardiff con Shirley MacLaine (1962)
- M. Butterfly, film di David Cronenberg (1993)
- Memorie di una geisha (Memoirs of a Geisha), film di Rob Marshall (2005) prodotto da Steven Spielberg e basato sul libro Memorie di una geisha di Arthur Golden

### Televisione
- Il peccato di Oyuki, telenovela messicana (1986)
- 1899, miniserie Netflix diretta da Baran bo Odar e Jantje Friese (2022)

### Musical
- Miss Saigon, musical di Claude-Michel Schönberg and Alain Boublil (1989) basato sull'opera lirica Madama Butterfly di Giacomo Puccini

### Canzoni
- Geisha, da Mediamente isterica di Carmen Consoli (1998)
- La mia geisha, da Luigi Tenco di Luigi Tenco (1984)
- Geisha, da Rose Villain (2016)